# 圣巴斯弟盎堂 (米兰)

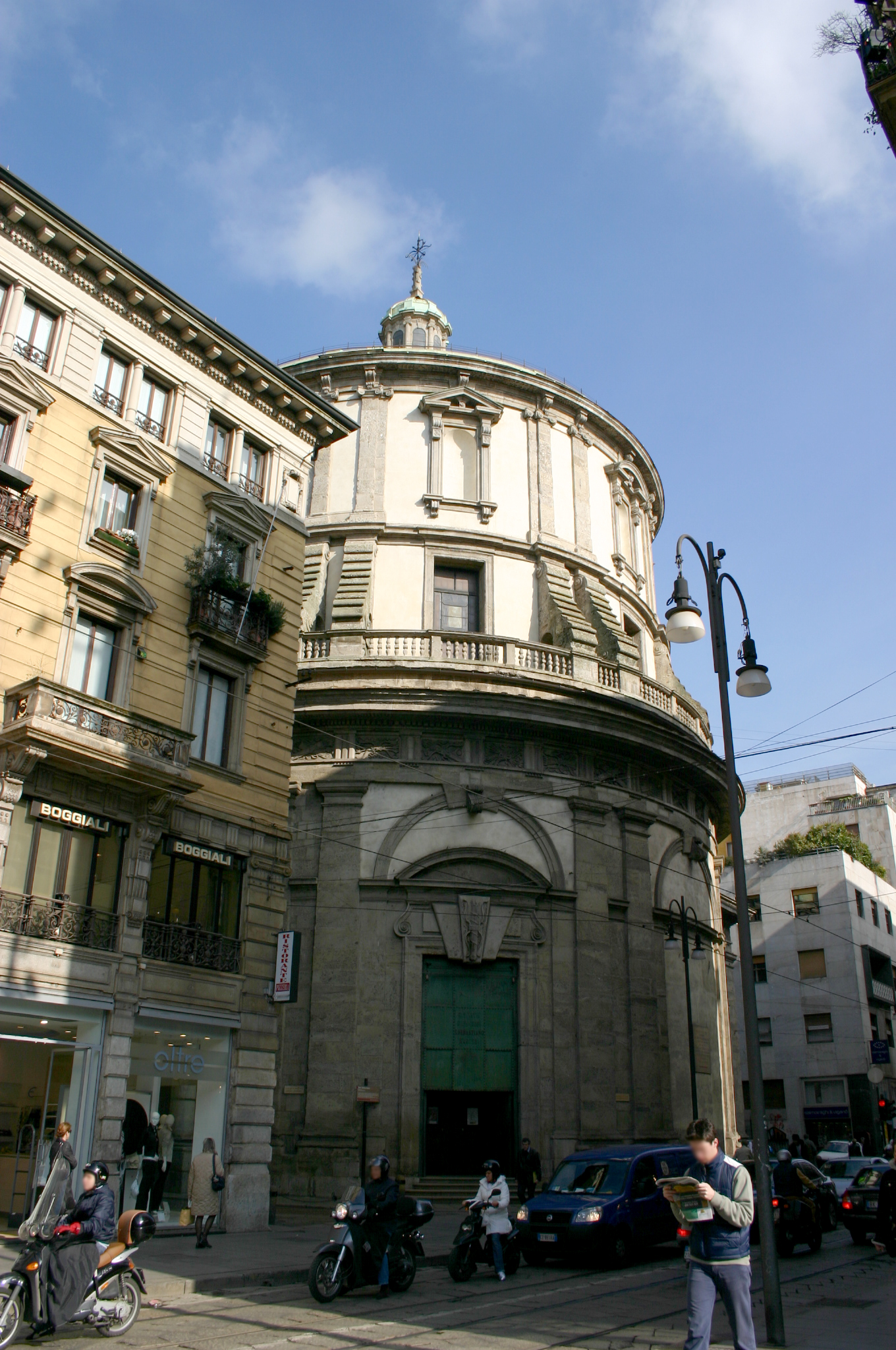
圣巴斯弟盎堂

圣巴斯弟盎堂（Tempio civico di San Sebastiano）是意大利米兰市中心一座晚期文艺复兴或风格主义的教堂。
这座圆柱形教堂如同一个罐头上加了圆顶。1576年，一次鼠疫结束之后，开始建造一座供奉圣巴斯弟盎的八角形教堂。一些证据表明，建筑师佩莱格里诺·蒂巴利以罗马万神庙为蓝本，设计了这座建筑和其他圆形教堂。他没有放过风格主义的细节，例如顶楼的假窗, 和高度装饰的拱肩。1586年，蒂巴利前往西班牙，项目的监督人改为彼得·安东尼奥·巴萨，他修改了圆顶的高度和大小。在1616年至1617年，法比奥·曼戈尼进一步重建，增加了教堂的圣坛。1832年阿戈斯蒂诺·科梅里奥装饰了圆顶。该建筑 现在既是教堂也是 civic chapel。一些房间用来放映电影。